# スヴァンティボル2世 (ポメラニア公)
スヴァンティボル2世（ドイツ語：Swantibor II., 1407/8年 - 1432年）またはシフィエントボル2世（ポーランド語：Świętobor II）は、ポメラニア公ヴァルティスラフ8世とアグネス・フォン・ザクセン＝ラウエンブルクの末息子。

## 生涯
スヴァンティボルに関する資料はほとんど残っていない。1425年12月6日の公領の分割では、若年であったため兄バルニム8世の後見下において、バルト、シュトラールズントおよびリューゲン公領の共同統治者となった。スヴァンティボル2世は1421年12月17日、1423年8月6日、1428年11月22日の文書の共同発行者として確認される。
その治世の間に、スヴァンティボル2世はノルウェー、デンマーク、スウェーデン王エーリクとの戦争でハンザ同盟側についたポメラニアの諸都市とたびたび対立した。
スヴァンティボル2世の没日は不明である。最後に確認されるのはパルマ滞在中の1432年5月12日であり、1436年5月24日の兄の文書にはスヴァンティボル2世が亡くなっていることが記されている。エドワード・ライマーはスヴァンティボル2世の死が1432年に起こったと仮定した。これはバルニム8世により発行された1432年から1434年の文書で証明された。その中で、バルニム8世はスヴァンティボル2世の死後、シュトラールズント公と名乗っていた。
スヴァンティボル2世は嗣子なく死去し、ケンピンカ（ノイエンカンプ）に埋葬された。